# Boris Pfaffenbach
Boris Pfaffenbach (* 1962) ist ein deutscher Hochschullehrer und Arzt für Innere Medizin und Gastroenterologie.

## Leben
Pfaffenbach erhielt 1990 seine Approbation als Arzt. Im Jahr 1991 promovierte er zum Dr. med. an der Rheinischen Friedrich-Wilhelms-Universität Bonn. Seine ersten beruflichen Erfahrungen sammelte er 1990 bis 1992 als Assistenzarzt im Institut für Pathologie am Universitätsklinikum Essen und von 1992 bis 1997 als Assistent der Medizinischen Universitätsklinik, St. Josef-Hospital, Ruhr-Universität Bochum.
Im Jahr 1996 absolvierte er eine Fortbildung als Facharzt für Innere Medizin, ein Jahr später erweiterte er diesen Bereich um den Schwerpunkt Gastroenterologie. Seine Habilitation erlangte er 1998 an der Ruhr-Universität Bochum. Von 1998 bis 2001 war er Oberarzt an der Medizinischen Klinik I im Städtischen Klinikum Solingen und im Jahr 2000 wurde er zum ärztlichen Qualitätsmanager ausgebildet.
Vom 1. Januar 2002 bis 31. März 2008 war Pfaffenbach Chefarzt der Klinik für Innere Medizin am Bethlehem-Krankenhaus Stolberg. Seit dem 1. April 2008 ist er als Chefarzt für Gastroenterologie im Städtischen Klinikum in Solingen tätig. Seit 2003 ist er außerplanmäßiger Professor an der Ruhr-Universität Bochum. Pfaffenbach lebt mit seiner Familie, Frau, Tochter und zwei Söhnen in Solingen.